# Resolutie 779 Veiligheidsraad Verenigde Naties
Resolutie 779 van de Veiligheidsraad van de Verenigde Naties werd op 6 oktober 1992 unaniem aangenomen.

## Achtergrond
In 1980 overleed de Joegoslavische leider Tito, die decennialang de bindende kracht was geweest tussen de zes deelstaten van het land. Na zijn dood kende het nationalisme een sterke opmars, en in 1991 verklaarden verschillende deelstaten zich onafhankelijk. Hierdoor braken er burgeroorlogen uit met minderheden die tegen onafhankelijkheid waren in de deelstaten. Zo geschiedde ook in Kroatië, waar in de eerste helft van de jaren 1990 een bloedige burgeroorlog werd uitgevochten tussen Kroaten en Serven, en waarbij op grote schaal etnische zuiveringen plaatsvonden. De VN-vredesmacht UNPROFOR, later vervangen door UNCRO, moest een staakt-het-vuren bewerkstelligen en veilige zones creëren voor de bevolking.

## Inhoud
De Veiligheidsraad:
- bevestigde resolutie 743 en volgende over de VN-beschermingsmacht in Kroatië;
- bestudeerde het rapport van de secretaris-generaal;
- was bezorgd om de moeilijkheden bij het uitvoeren van resolutie 762 door de schendingen van het staakt-het-vuren en de creatie van paramilitaire machten in de door de VN beschermde gebieden;
- was gealarmeerd door rapporten over etnische zuiveringen in de beschermde gebieden, gedwongen uitwijzingen en de ontneming van het recht op huisvesting en eigendom;
- verwelkomt de gezamenlijk verklaring van Kroatië en Servië en Montenegro op 30 september;
- verwelkomt in het bijzonder het akkoord over de demilitarisatie van het schiereiland Prevlaka;
- herinnert aan Hoofdstuk VIII van het Handvest van de Verenigde Naties;

1. keurt het rapport van de Secretaris-Generaal met stappen om de UNPROFOR-controle over de Peruca-dam te verzekeren goed;
2. autoriseert UNPROFOR om toe te zien op de terugtrekking van het Joegoslavisch leger uit Kroatië, de demilitarisatie van Prevlaka en de verwijdering van zware wapens uit de grensstreek tussen Kroatië en Montenegro;
3. roept alle partijen op om hun samenwerking met UNPROFOR te verbeteren;
4. dringt er bij alle partijen op aan om hun verplichtingen onder het VN-vredesplan na te komen, vooral inzake terugtrekkingen;
5. steunt de door Kroatië en Servië en Montenegro overeengekomen principes dat alle aanspraken op land en eigendom nietig zijn en dat ontheemden recht op terugkeer hebben;
6. steunt de inspanningen van de Internationale Conferentie over Voormalig-Joegoslavië om de stroom- en watertoevoer voor de winter te herstellen;
7. besluit om actief op de hoogte te blijven tot een vreedzame oplossing is bereikt.

## Verwante resoluties
- Resolutie 776 Veiligheidsraad Verenigde Naties
- Resolutie 777 Veiligheidsraad Verenigde Naties
- Resolutie 780 Veiligheidsraad Verenigde Naties
- Resolutie 781 Veiligheidsraad Verenigde Naties

Lijst ·  726 ·  727 ·  728 ·  729 ·  730 ·  731 ·  732 ·  733 ·  734 ·  735 ·  736 ·  737 ·  738 ·  739 ·  740 ·  741 ·  742 ·  743 ·  744 ·  745 ·  746 ·  747 ·  748 ·  749 ·  750 ·  751 ·  752 ·  753 ·  754 ·  755 ·  756 ·  757 ·  758 ·  759 ·  760 ·  761 ·  762 ·  763 ·  764 ·  765 ·  766 ·  767 ·  768 ·  769 ·  770 ·  771 ·  772 ·  773 ·  774 ·  775 ·  776 ·  777 ·  778 ·  779 ·  780 ·  781 ·  782 ·  783 ·  784 ·  785 ·  786 ·  787 ·  788 ·  789 ·  790 ·  791 ·  792 ·  793 ·  794 ·  795 ·  796 ·  797 ·  798 ·  799